# Giovanni Giustiniani Longo

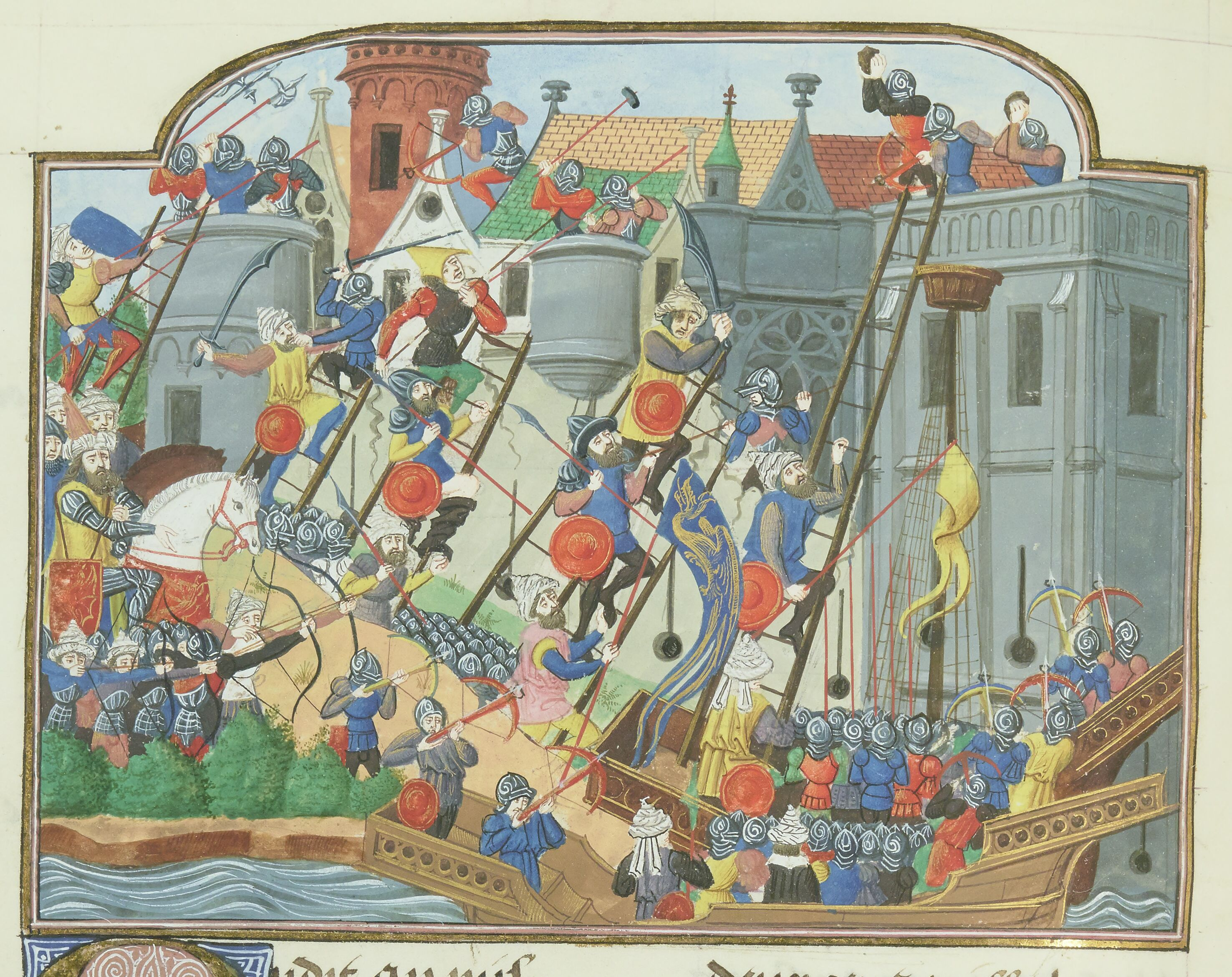
Jean Chartier, el setge de Constantinoble, quadre del 1470.

Giovanni Giustiniani Longo (? - 1453) va ser un cavaller de Gènova que l'any 1453 va dirigir les tropes que defensaven Constantinoble en la batalla definitiva que va suposar la caiguda de la ciutat a mans de Mehmet II, soldà de l'Imperi Otomà.
Va nàixer en una de les cases més poderoses de Gènova, els Giustiniani. Giovanni Giustiniani Longo va ser considerat pels sus contemporanis com un dels majors experts en la defensa de ciutats. El 31 de gener de 1453 es va presentar amb 700 soldats per defensar la ciutat de Constantinoble. Tasca difícil car els otomans van emprar artilleria pesant per obrir bretxes en les muralles de la ciutat i van comptar amb uns vuitanta mil homes per atacar una ciutat defensada només per uns vuit mil homes.
El 29 de maig els otomans van aconseguir entrar a la ciutat i Giustiniani va ser ferit i rescatat pels seus homes que l'embarcaren en una galera. Va aconseguir escapar a la caiguda de Constantinoble, però va morir pocs dies després en l'illa grega de Quios degut a ferides de guerra.